# Merizocera stellata
Merizocera stellata är en spindelart som först beskrevs av Simon 1905.  Merizocera stellata ingår i släktet Merizocera och familjen Ochyroceratidae. Inga underarter finns listade i Catalogue of Life.